# Неолитическая Греция
Неолитическая Греция — археологический термин, используемый для обозначения неолитической фазы греческой истории, начиная с распространения сельского хозяйства в Греции в 7000—6500 годах до н. э. В течение этого периода произошло много событий, таких как создание и расширение смешанной экономики сельского хозяйства и животноводства, архитектурные новшества (появление зданий типа «мегарон» и «цангли»), а также возникновение искусств и инструментального производства.

## Периодизация
Неолитическая революция в Европе началась в 7000-6500 годах до н. э., когда земледельцы с Ближнего Востока из Анатолии пересекли Эгейское море и расселились на греческих островах и полуострове. Современные археологи разделили неолитический период греческой истории на шесть этапов: докерамический, ранний неолит, средний неолит, поздний неолит I, поздний неолит II и медный век.
| Период            | Ориентировочная дата   |
| ----------------- | ---------------------- |
| Докерамический    | 6800-6500 гг. до н. э. |
| Ранний неолит     | 6500-5800 гг. до н. э. |
| Средний неолит    | 5800-5300 гг. до н. э. |
| Поздний неолит I  | 5300-4800 гг. до н. э. |
| Поздний неолит II | 4800-4500 гг. до н. э. |
| Медный век        | 4500-3200 гг. до н. э. |

## Поселения неолитической Греции
См. также Самые населённые города мира в истории, Список крупнейших городов мира на протяжении всей истории и Неолитическая архитектура
Ниже приведены предполагаемые данные по населению поселений неолитической Греции с течением времени. Обратите внимание, что существует несколько проблем с оценкой размеров отдельных поселений за определённый период.
| Town          | 7000 до н. э. | 6000 до н. э. | 5000 до н. э. | 4000 до н. э. | 3800 до н. э. | 3700 до н. э. |
| ------------- | ------------- | ------------- | ------------- | ------------- | ------------- | ------------- |
| Неа-Никомедия |               | 500-700       |               |               |               |               |
| Сескло        |               |               | 1000-5000     |               |               |               |
| Димини        |               |               |               |               |               |               |
| Франхти       |               |               |               |               |               |               |
| Афины         |               |               |               |               |               |               |

## Докерамический
Докерамический период неолитической Греции характеризуется отсутствием обожжённых глиняных горшков и экономикой, основанной на земледелии и скотоводстве. Поселения состояли из домов, частично заглублённых в землю. Имелись сообщества с населением от 50 до 100 человек в таких местах, как Аргисса (Фессалия), Дендра (Арголид) и Франхти. Жители выращивали различные культуры (например, зандури, полба, ячмень, чечевица и горох), занимались рыболовством, охотой, животноводством (выращивали крупный рогатый скот, свиней, овец, собак и коз), производили инструменты (например, лезвия из кремня и обсидиана) и украшения из глины, ракушек, кости и камня.

## Ранний неолит
Докерамический период неолитической Греции сменился периодом раннего неолита, во время которого экономика по-прежнему основывалась на земледелии и скотоводстве, а поселения по-прежнему состояли из независимых однокомнатных домов. В общинах проживало от 50 до 100 человек (основной социальной единицей был клан или расширенная семья). Очаги и печи устраивались в открытых пространствах между домами и обычно использовались совместно. В период раннего неолита появились гончарные технологии, связанные с обжигом, и новые погребальные обычаи, ингумация в рудиментарных ямах, кремация мёртвых, сбор костей и погребение на кладбищах.

## Средний неолит
Средний неолитический период характеризуется архитектурными нововведениями, такими как обустройство каменных фундаментов, строительство домов новых типов: «мегарон» (прямоугольные однокомнатные дома с открытыми или закрытыми входами). и «цангли», названный в честь поселения Цангли (жилое здание имеет с каждой стороны две внутренние контрфорсы, предназначенных для поддержки крыши дома и разделения дома на отдельные помещения для выполнения различных функций, таких как хранение и приготовление пищи и помещения для сна) с рядом столбов в центре квадратной комнаты. Последовали новшества и в области искусства, так, на печатях и украшениях периода раннего неолита и, в меньшей степени, периода среднего неолита присутствует орнамент меандр. Период среднего неолита закончился разрушением некоторых поселений из-за пожаров; общины, такие как Сескло, были оставлены, тогда как общины, такие как Цангли-Лариса, вновь были заселены.

## Поздний неолит

### Поздний неолит I
Период позднего неолита I характеризуется расширением поселений и интенсификацией экономики, по прежнему основывающейся на сельском хозяйстве, в ходе которой значительные территории были очищены от кустарников и леса, чтобы увеличить площадь пастбищ и пахотных земель. В течение этого периода стали выращивать новые культуры, такие как мягкая пшеница, рожь, просо и овёс. Животных — овец и коз — стали выращивать не только для получения мяса и молока, но и ради шерсти, которая использовалась для производства одежды. Пищу отныне готовили не на открытых очагах между домами, а на очагах и в печах внутри домов. Население общин составляло 100—300 человек, которые были органично организованы в ядерные семьи, а поселения состояли из крупных прямоугольных конструкций типа «мегарон» с деревянными рамами и каменной основой. Многие поселения были окружены рвами глубиной 1,5-3,5 метра и шириной 4-6 метров, которые были устроены, вероятно, для защиты от диких животных и обозначения границ поселений.

### Поздний неолит II
Период позднего неолита I сменился периодом позднего неолита II, в течение которого экономическая и социальная жизнь в существующих поселениях продолжалась беспрерывно.

## Халколит
Заключительный неолитический (или халколитический) период влечёт за собой переход от неолитического сельского хозяйства и животноводства к экономике раннего бронзового века, основанной на использовании металлов. Этот переход произошёл постепенно, когда сельское население Греции начало импортировать медь и бронзу, позаимствовав основные технологии получения и обработки металлов из Малой Азии, с которой у него были культурные контакты.

## Население
По словам Гарета Алана Оуэнса, в период неолита развитие минойского и греческого языков шло как отдельных индоевропейских языков на Крите и материковой Греции соответственно. Археогенетические исследования показали, что Грецию населяли праиндоевропейцы около 5300-5000 годов до н. э., что совпадает с неолитическим распространением сельского хозяйства из Малой Азии в Грецию, а уже до IV тысячелетия до н. э. греческий язык стал развиваться как отдельный язык.